# راین هاوارد
راین هاوارد (زاده ۲۹ آوریل ۲۰۰۰) یک بسکتبالیست حرفه‌ای آمریکایی برای رویای آتلانتا از اتحادیه ملی بسکتبال زنان (WNBA) است. او بسکتبال کالج را برای گربه‌های وحشی کنتاکی بازی می‌کرد. او در سال ۲۰۱۸ از دبیرستان مرکزی بردلی واقع در کلیولند، تنسی فارغ‌التحصیل شد.
راین هاوارد در سال ۲۰۱۸ به عنوان بهترین بازیکن سال تنسی گاتورید و خانم بسکتبال تنسی انتخاب شد. هوارد در سال ۲۰۱۸ و ۲۰۱۹ در تیم ایالات متحده حضور داشت و آنها را به مدال طلا رساند و در سال ۲۰۱۸ افتخارات MVP را دریافت کرد. او در کلاسیک برند جردن در میان استخدام‌کنندگان دارای رتبه برتر در ایالات متحده شرکت کرد پس از فصل اول تحصیلی خود در کنتاکی، هاوارد به عنوان دانشجوی سال اول ملی USBWA انتخاب شد. او در سال‌های ۲۰۲۰ و ۲۰۲۱ به عنوان بهترین بازیکن سال SEC انتخاب شد. هاوارد در ۱۱ آوریل ۲۰۲۲ توسط آتلانتا رؤیای WNBA به عنوان پیش نویس شماره ۱ انتخاب شد.

## شغل دانشگاهی
راین هاوارد در سال‌های ۲۰۲۰ و ۲۰۲۱، در بریتانیا، به عنوان بازیکن سال SEC انتخاب شد. او همچنین افتخارات تیم دفاعی All-SEC و تیم اول All-SEC را در سال ۲۰۲۱ به دست آورد. در سال اول تحصیلی، او افتخارات تیم اول All-SEC و دانشجوی سال اول SEC را به دست آورد. با ورود به فصل ۲۰۲۱ گربه‌های وحشی، هاوارد تنها بازیکنی است که میانگین ۱۹ امتیاز در هر بازی و ۷٫۵ ریباند در هر بازی و ۴۰ توپ ربایی و ۷۰ پاس منجر به گل را به دست آورده‌است.
راین هاوارد در ۲۷ ژانویه ۲۰۲۲، هاوارد ۲۰۰۰مین امتیاز خود را در دوران دانشگاهی خود به دست آورد و سومین گربه وحشی شد که به این معیار رسید.
راین هاوارد عضو Zeta Phi Beta Sorority, Inc. او از طریق بخش آیوتا مو در دانشگاه کنتاکی آغاز شد.